# Paul Rennenkampf
Paul von Rennenkampf (rusko Па́вел Ка́рлович фон Ренненка́мпф), ruski general, * 17. april 1854, dvorec Konuvere, Estonija, † 1. april 1918, Taganrog. 
Von Rennenkampf je v Ruski imperialni vojski služil 40 let, vključno s prvo svetovno vojno.
1. ↑  data.bnf.fr: platforma za odprte podatke — 2011.